# Entreprenasium
Het entreprenasium is een onderwijsvorm in het voortgezet onderwijs gericht op ondernemende mensen (entrepreneurs). Deze entrepreneurs zijn eigenaar van hun eigen onderwijs, waarin ze ondernemend gedrag vertonen. Het entreprenasium wordt ook wel gezien als een school binnen een bestaande school voor voortgezet onderwijs.

## Inleiding
Het entreprenasium geeft ondernemende leerlingen de vrijheid om binnen het schoolprogramma een eigen bedrijf op te zetten en initiatieven uit te voeren onder de voorwaarde dat dit leidt tot hogere cijfers. Leerlingen kunnen deze vervangende leeractiviteiten zelf afspreken met vakdocenten of onderbrengen in een nieuw te vormen examenvak “Ondernemerschap”.

## Geschiedenis
De term entreprenasium is in 2007 bedacht als naam van een op te richten school voor voortgezet onderwijs ingericht op ondernemende vwo-leerlingen. Later wordt de term gebruikt als benaming voor een onderwijsvorm voor mavo/vmbo, havo en vwo die binnen bestaande scholen wordt geïmplementeerd om ondernemende scholieren beter aan hun trekken te laten komen.
De eerste implementatie van een entreprenasium vond plaats in 2011 op het Hondsrug College te Emmen met havo en vwo leerlingen. In 2012 besloten ook de CSG Dingstede te Meppel, de CSG Beilen, de Christelijke Scholengemeenschap Vincent van Gogh te Assen, het Veenlanden College te Mijdrecht en het Cosmicus College te Rotterdam te starten met een entreprenasium. Scholen die een entreprenasium overwegen verkennen dit middels het project Jij de Baas (winnaar Drentse onderwijsprijs 2010/2011). In het schooljaar 2014/2015 hebben 19 scholen dit verkenningsproject gedraaid.
De Rabobank heeft in 2011 een organisatieadviseur beschikbaar gesteld die de scholen die een entreprenasium invoeren voorstelde zich te verenigen in een coöperatie. In juli 2012 werd door deze scholen de Coöperatieve Vereniging Entreprenasium U.A. (CVE) opgericht met als doel de krachten te bundelen. Sindsdien mogen alleen de leden van de CVE zich entreprenasium noemen. Staatssecretaris Sander Dekker en Paul Rosenmöller (voorzitter van de VO-raad) liepen bij de leden een dagje mee op het entreprenasium.

## Organisatie
De ontwikkeling van het entreprenasium concept wordt gesteund door het ministerie van Onderwijs, Cultuur en Wetenschap. Aanvankelijk door een ambassadeur beschikbaar te stellen voor het opzetten van het project Jij de Baas. In 2011, ontving het entreprenasium subsidie vanuit het Agentschap NL, later via de Rijksdienst voor Ondernemend Nederland.
De CVE heeft in een van haar eerste besluiten zichzelf als doel gesteld doorlopende leerlijnen van basisonderwijs tot en met hoger onderwijs te creëren. Daartoe zijn verschillende samenwerkingsverbanden met het basis-, beroeps- en hoger onderwijs aangegaan.
Het bestuur van de CVE wordt gevormd door afgevaardigden uit de entreprenasia wiens besluiten worden gerealiseerd door een bedrijfsbureau bestaande uit ondernemers. Ben Woldring, een internetondernemer die op 13-jarige leeftijd startte met de website Bellen.com, is ambassadeur van het entreprenasium. In 2016 telt de CVE 13 leden.

## Didactiek
Het entreprenasium kent in onderwijskundig opzicht een andere basis dan bijvoorbeeld het technasium. Binnen het entreprenasium staat de (ondernemende) houding van de leerling centraal, terwijl het Technasium daarentegen een bepaalde interesse centraal stelt. Hoewel op het entreprenasium ook projectmatig wordt ondernomen, zijn de projecten daar door de deelnemers zelf bedacht en zijn ze daarmee zelf de opdrachtgever. Het leren van deze vorm van ondernemend leren (LOL) is een voornaam deel van het onderwijsprogramma. Verder wordt het door het entreprenasium belangrijk gevonden dat de toekomstige entrepreneurs op de één of andere wijze een belangrijke bijdrage aan de maatschappij willen leveren.